# Uppsala Conflict Data Program
Uppsala Conflict Data Program (UCDP) (Uppsala Konfliktdatabas) är ett forskningsprogram som samlar in data om organiserat våld, baserat vid Uppsala Universitet, Sverige.
UCDP är en av de främsta tillhandahållarna av data gällande organiserat våld och väpnad konflikt i världen. Projektet startades för nästan 40 år sedan av Peter Wallensteen, vilket gör UCDP till den äldsta pågående insamlingen av data gällande inbördeskrig.
UCDP:s konfliktdata samlas in systematiskt och har global täckning, den är jämförbar mellan fall och länder och täcker långa tidsperioder. Data uppdateras årligen och är tillgänglig för allmänheten utan kostnad. Utöver detta så producerar UCDP preliminär data varje månad av organiserat våld i Afrika.
UCDP:s data publiceras varje år i tidskriften Journal of Peace Research.